# لوسيندا بالارد
لوسيندا بالارد (بالإنجليزية: Lucinda Ballard)‏ هي مصممة أزياء تقليدية أمريكية، ولدت في 3 أبريل 1906 في نيو أورلينز في الولايات المتحدة، وتوفيت في 19 أغسطس 1993 في نيويورك في الولايات المتحدة بسبب سرطان.

## وصلات خارجية
- لوسيندا بالارد على موقع IMDb (الإنجليزية)
- لوسيندا بالارد على موقع قاعدة بيانات برودواي على الإنترنت (الإنجليزية)
- لوسيندا بالارد على موقع قاعدة بيانات الفيلم (الإنجليزية)